# Villa Robert Bösch

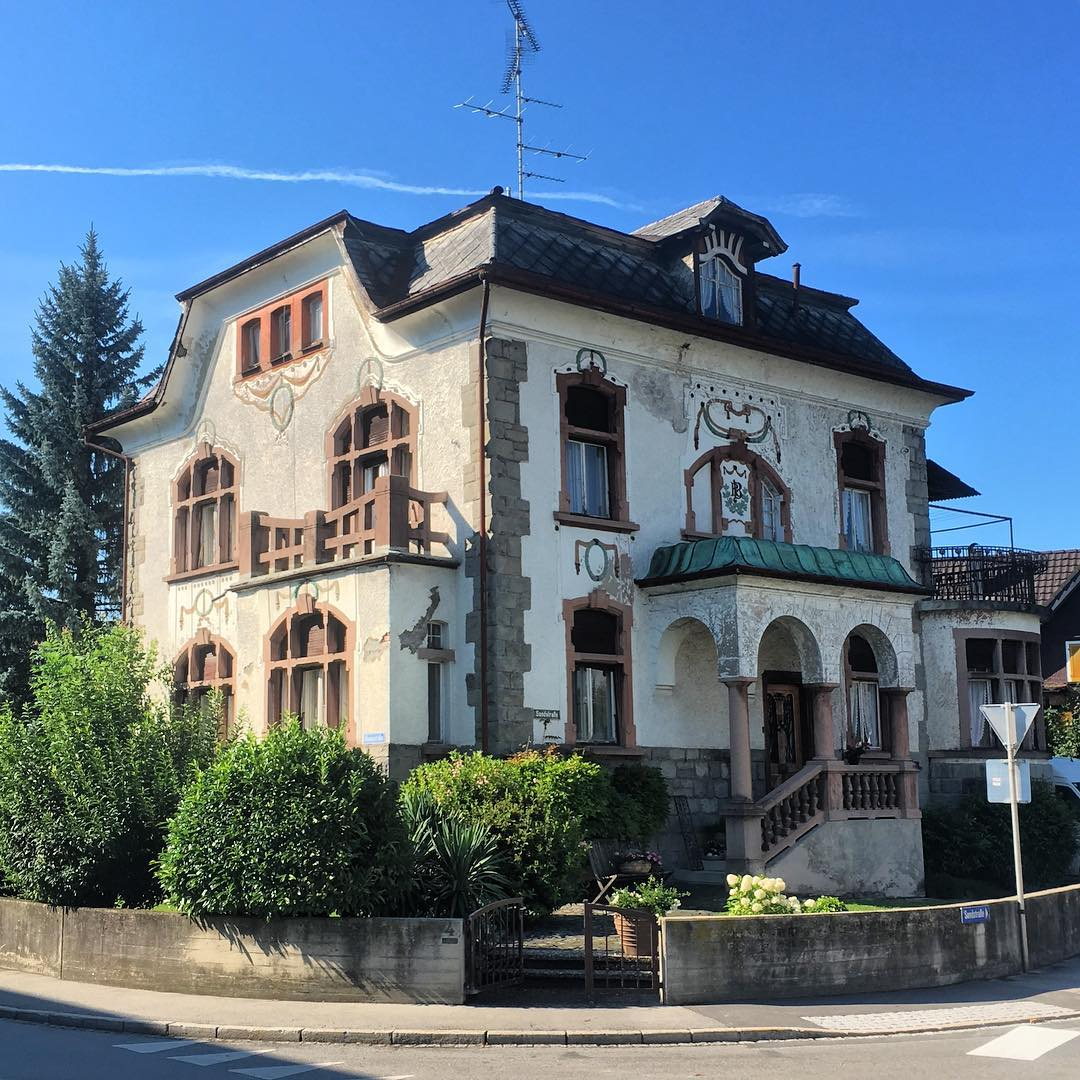
Ansicht von Süden

Das Haus Rheinstraße 4 in Lustenau im österreichischen Bundesland Vorarlberg wird nach seinem Bauherrn auch als Villa Robert Bösch bezeichnet. Das charakteristische Jugendstilgebäude ist ein Erinnerungsdenkmal an die großbürgerliche Bau- und Wohnkultur der Zeit um 1900, die sich auf den zunehmenden Wohlstand aus der florierenden Stickereiindustrie dieser Periode gründete, und steht daher unter Denkmalschutz.

## Lage
Die Villa Robert Bösch liegt, von einem parkartigen Garten umgeben, an der Kreuzung der Rheinstraße mit der Sandstraße, im Ortsteil Rheindorf der Gemeinde Lustenau. Zu Beginn des 20. Jahrhunderts, als das Gebäude errichtet wurde, war die Rheinstraße eine prominente Lage: Die 1902 in Betrieb genommene Straßenbahn Dornbirn–Lustenau fuhr direkt an der Villa vorbei, und an derselben Straße liegen mit den Häusern Reichsstraße 58 und Dammstraße 1 zwei weitere heute denkmalgeschützte Villen aus der gleichen Periode.

## Hintergrund

### Bauherr

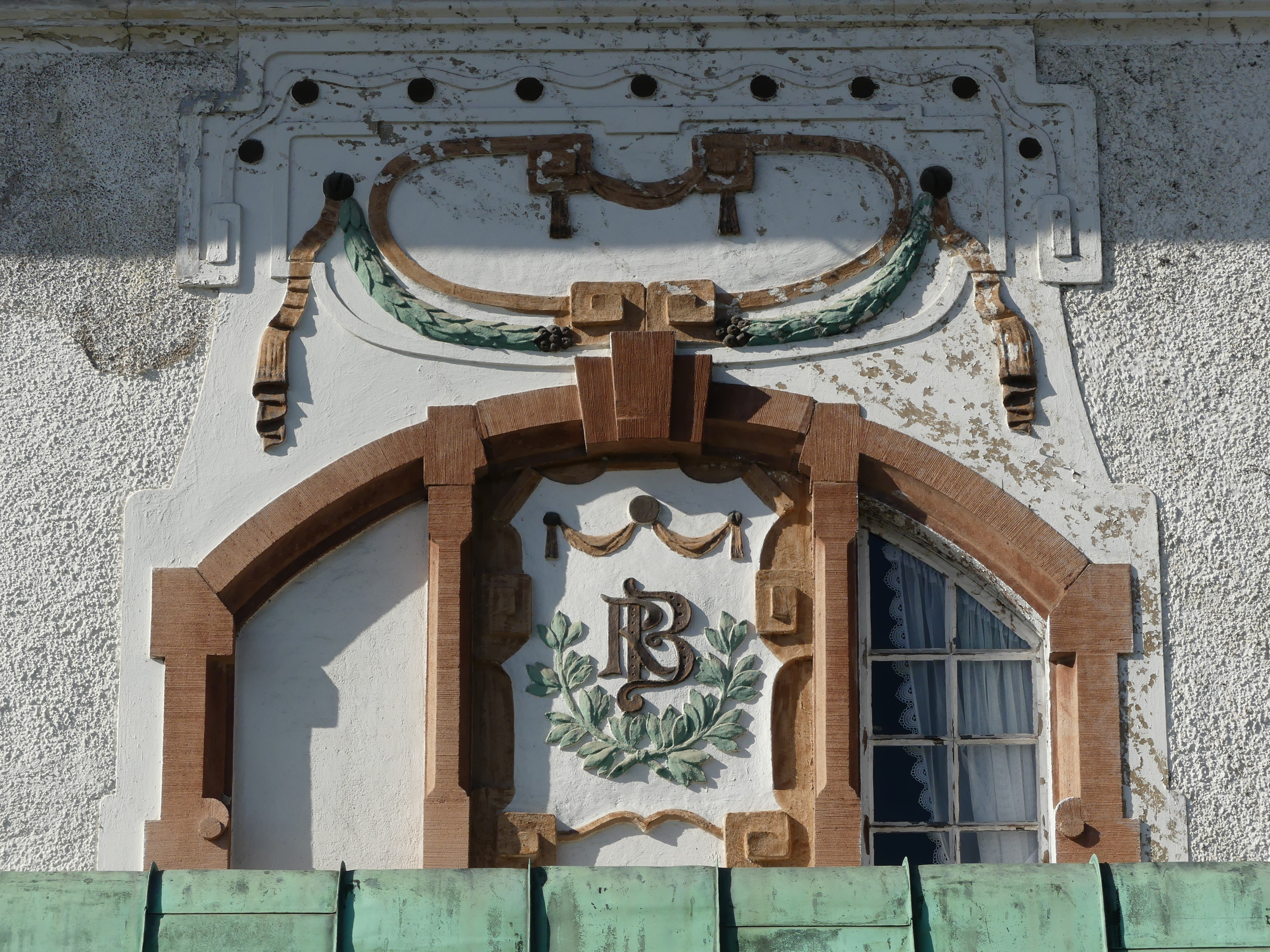
Zopfdekor und Monogramm des Bauherren an der Südostfassade

Im Jahre 1869 stellten die Brüder Johann und Josef Hofer die ersten Plattstich-Handstickmaschinen in Vorarlberg auf, was sich später als Startschuss für eine rasante Entwicklung der Stickereiindustrie in Lustenau erwies.
Bereits 1875 holten sie den Schwiegervater Johann Hofers, Johann Bösch, als Investor ins Boot und gründeten das Unternehmen, das später als Hofer, Bösch und Cie eine der größten Stickereifabriken in Lustenau betrieb. Robert Bösch, der Sohn von Johann Bösch, war ebenfalls Stickereifabrikant, als er 1906 seine Villa direkt gegenüber der väterlichen Fabrik erbauen ließ.

### Bauunternehmen
Das ausführende Bauunternehmen H & R Bösch wurde 1905 von Hermann und Rudolf Bösch gegründet. Sie sind beide nicht mit dem Bauherrn Robert Bösch verwandt.

Das Unternehmen prägte in ihrem knapp 100-jährigen Bestehen das Ortsbild von Lustenau wesentlich mit. Auch die Villen Reichsstraße 58 und Dammstraße 1, das Versorgungsheim Schützengarten und die Erlöserkirche, alle vier heute denkmalgeschützt, wurden von H & R Bösch gebaut.

## Architektur

### Außenbeschreibung

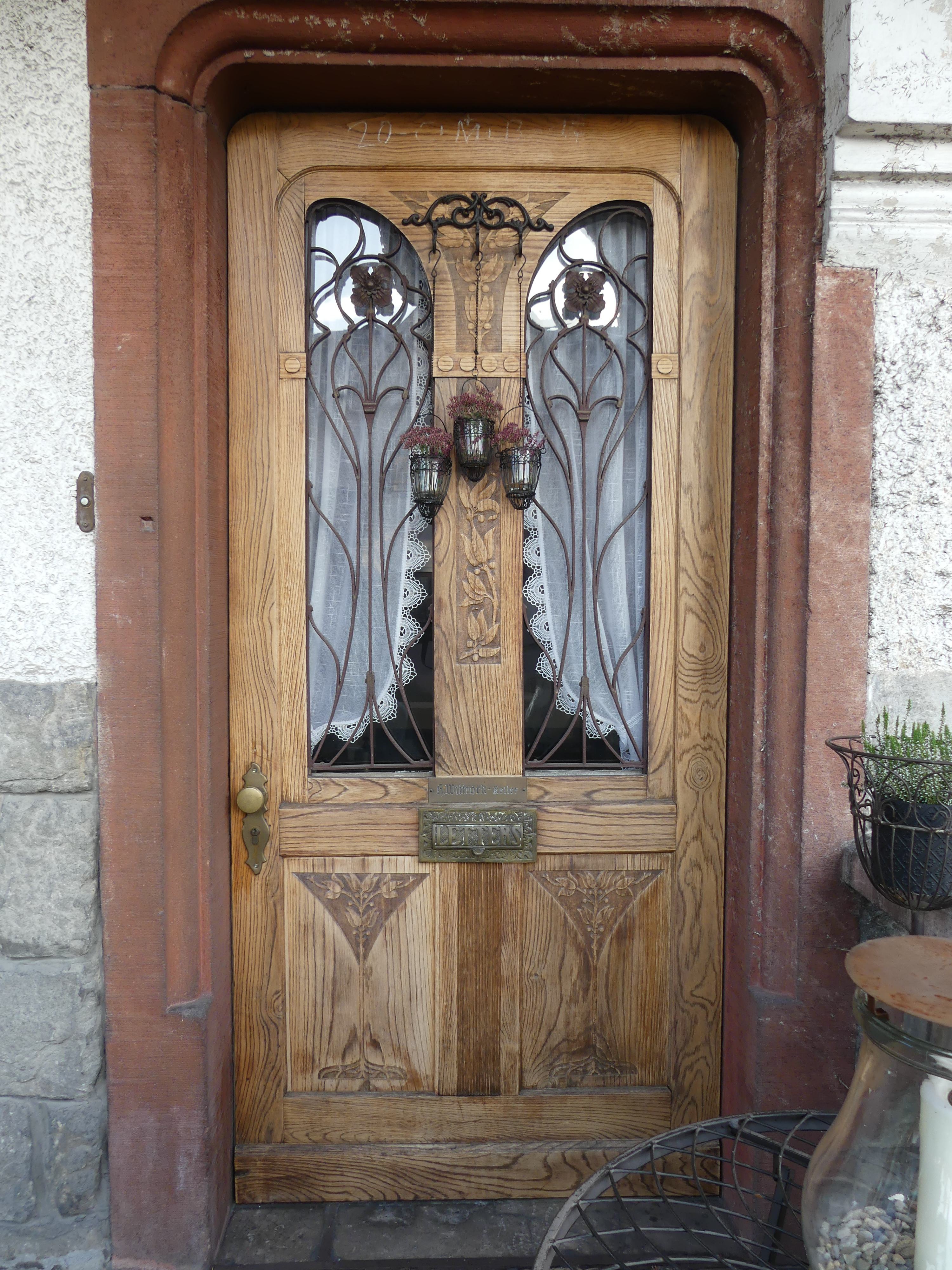
Die geschnitzte Eingangstüre

Die Villa ist zweigeschoßig mit unregelmäßigem Grundriss. Sockel und Hausecken sind rustiziert. Das flache Mansarddach ist mit Eternitziegeln gedeckt. Die Fassaden sind reich gegliedert, mit üppigem Zopfdekor verziert und oben durch ein umlaufendes Gesims und eine gekehlte Dachuntersicht abgeschlossen. Alle Fenster sind als Kreuzstockfenster ausgeführt und haben kräftige Sohlbänke, gotisierende Sandsteinrahmungen und hervorgehobene Scheitelsteine.
Die Südostfassade, die zur Sandstraße zeigt, ist dreiachsig angelegt. Die beiden äußeren Achsen haben je ein Fenster pro Geschoß, über denen sich Stuckgirlanden und Kränze befinden. Die mittlere Achse ist im Erdgeschoß durch die aufwändig gestaltete, zweibogige Portalvorhalle mit abgewalmtem Dach akzentuiert. Auf dem Podest vor der geschnitzten Eingangstüre ist ein ornamentaler Fliesenboden erhalten.
Im Obergeschoß ist eine dreiteilige flachbogige Fensterrahmung sichtbar, wobei aber nur der rechte Teil tatsächlich als Fenster ausgeführt ist. Im mittleren Feld ist eine aufwändiger Zopfdekor mit den Initialen des Bauherren «RB». Am rechten Rand der Südostfassade schließt im Erdgeschoß ein Runderker an, der am Obergeschoß einen Balkon mit einem schmiedeeisernen Geländer bildet.
Die zur Rheinstraße zeigende Südwestfassade ist zweiachsig und mit dreiteiligen flachbogigen Fenstern ausgestattet, über denen ebenfalls ein Zopfdekor angebracht ist. Ein Söller in der rechten Achse erzeugt auch an dieser Fassade die für den Jugendstil typische Asymmetrie.
Die beiden anderen Fassaden, die zu keiner Straße hin gerichtet sind, sind schlichter gestaltet. Die Nordwestfassade hat je eine Achse mit einem vor- und einem rückspringenden Risalit. Der Zopfdekor über den Fenstern ist hier einfacher gehalten. An der Südwestfassade schließlich haben sich zwei hohe, rechteckige Bleiglasfenster mit floraler Jugendstilmalerei erhalten.

### Innenbeschreibung

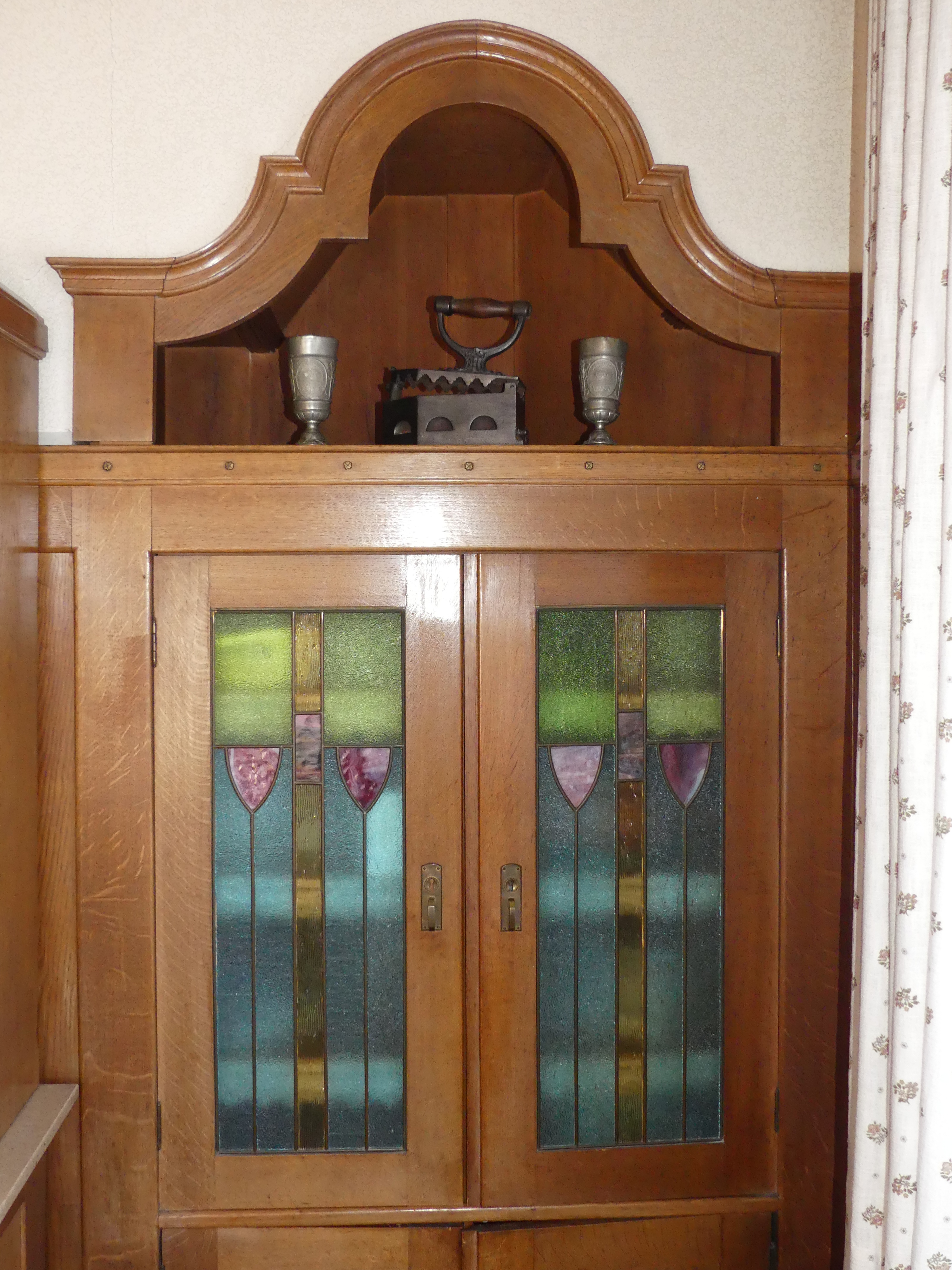
Der rechte Teil des Kredenzkasten im Erkerzimmer

Das Zentrum des Hauses wird von einer zweigeschoßigen Diele dominiert, in der die beiden Stockwerke durch eine Holztreppe mit bauzeitlichem Treppengeländer verbunden sind. Ebenfalls bauzeitlich und in außergewöhnlich gutem Erhaltungszustand sind außerdem Holzfüllungstüren mit kassettierten Gewänden, Kastenfenster mit Triebstangenverriegelungen und Holzrollläden, Wandvertäfelungen in der Diele und im Erkerzimmer, verzierte Heizkörper aus Gusseisen, der Fischgrätparkettboden im Wohnzimmer und Jugendstilfliesen in Küche und Bad. Im Erkerzimmer ist ein zweiteiliger Kredenzkasten mit Jugendstilglastüren eingebaut.